# Silvano d’Orba
Silvano d’Orba (piemontesisch Silvan, ligurisch Scirvan, lokal Sirvòu) ist eine Gemeinde in der italienischen Provinz Alessandria (AL), Region Piemont.

## Lage und Einwohner
Die Gemeinde Silvano d'Orba liegt  rund 30 km südlich von der Provinzhauptstadt Alessandria auf einer Höhe von 175 m über dem Meeresspiegel, nahe der Mündung des Baches Piota in den Fluss Orba und ist von Weinbergen umgeben. Das Gemeindegebiet umfasst eine Fläche von 12,08 km² und hat 1890 (Stand 31. Dezember 2023) Einwohner.
Die Nachbargemeinden sind Capriata d’Orba, Castelletto d’Orba, Lerma, Ovada, Rocca Grimalda und Tagliolo Monferrato.

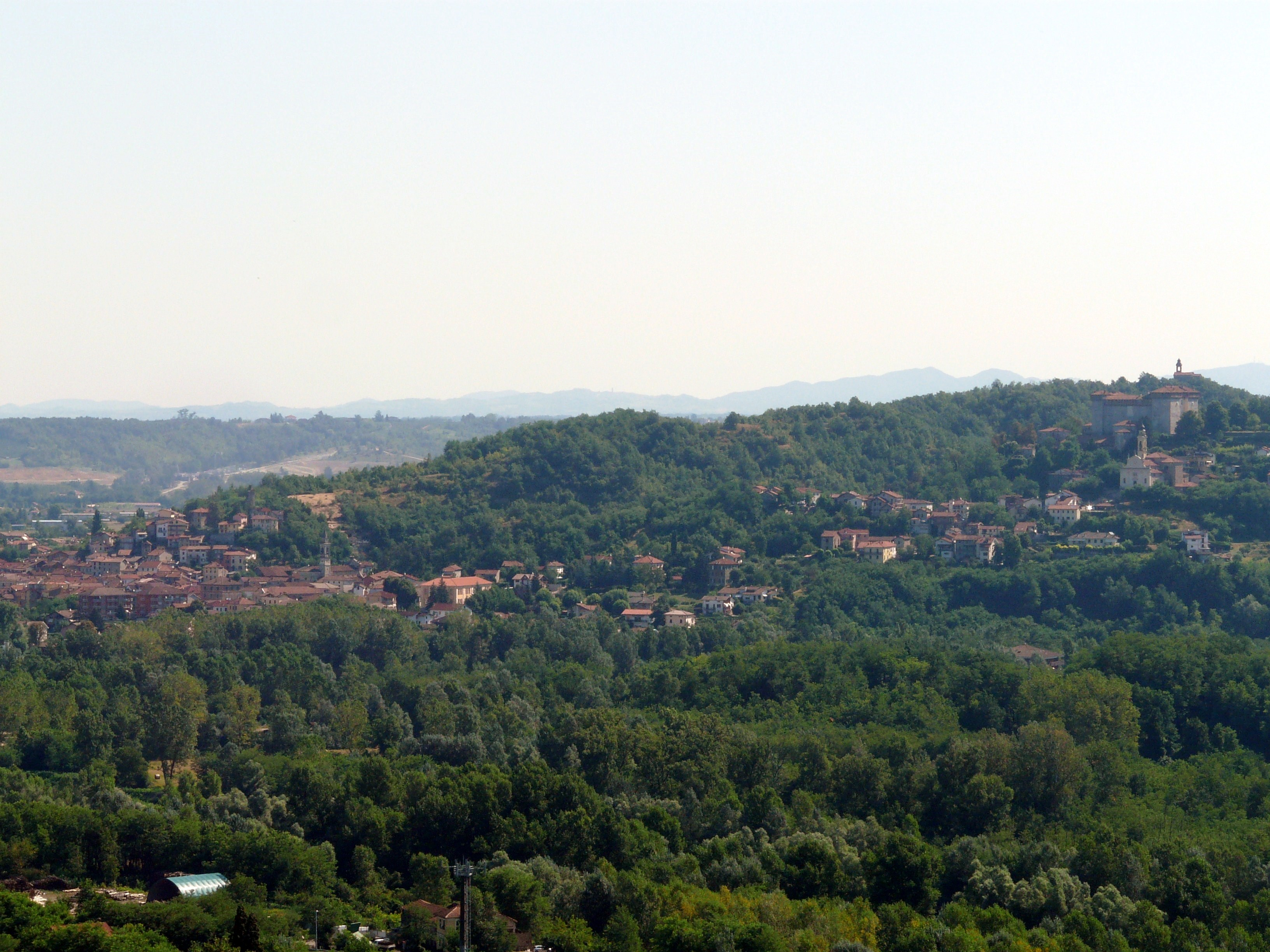
Panorama

### Verkehrsanbindung
Silvano d'Orba liegt an der SP155 Novi Ligure-Ovada und wird derzeit von den Buslinien 63 von Alessandria nach Novi Ligure und Ovada der Gesellschaft STP (ehemals ARFEA) bedient. Eine Brücke über die Orba verbindet den Ort mit der SP185 Ovada-Alessandria. Die Autostrada A26 und die Bahnstrecke von Alessandria nach Oveda verläuft auf der gegenüberliegenden Flussseite.
Von 1851 bis 1953 hatte Silvano eine Station der Straßenbahnlinie Novi Ligure – Ovada, die eine Länge von 23,227 km hatte

## Geschichte

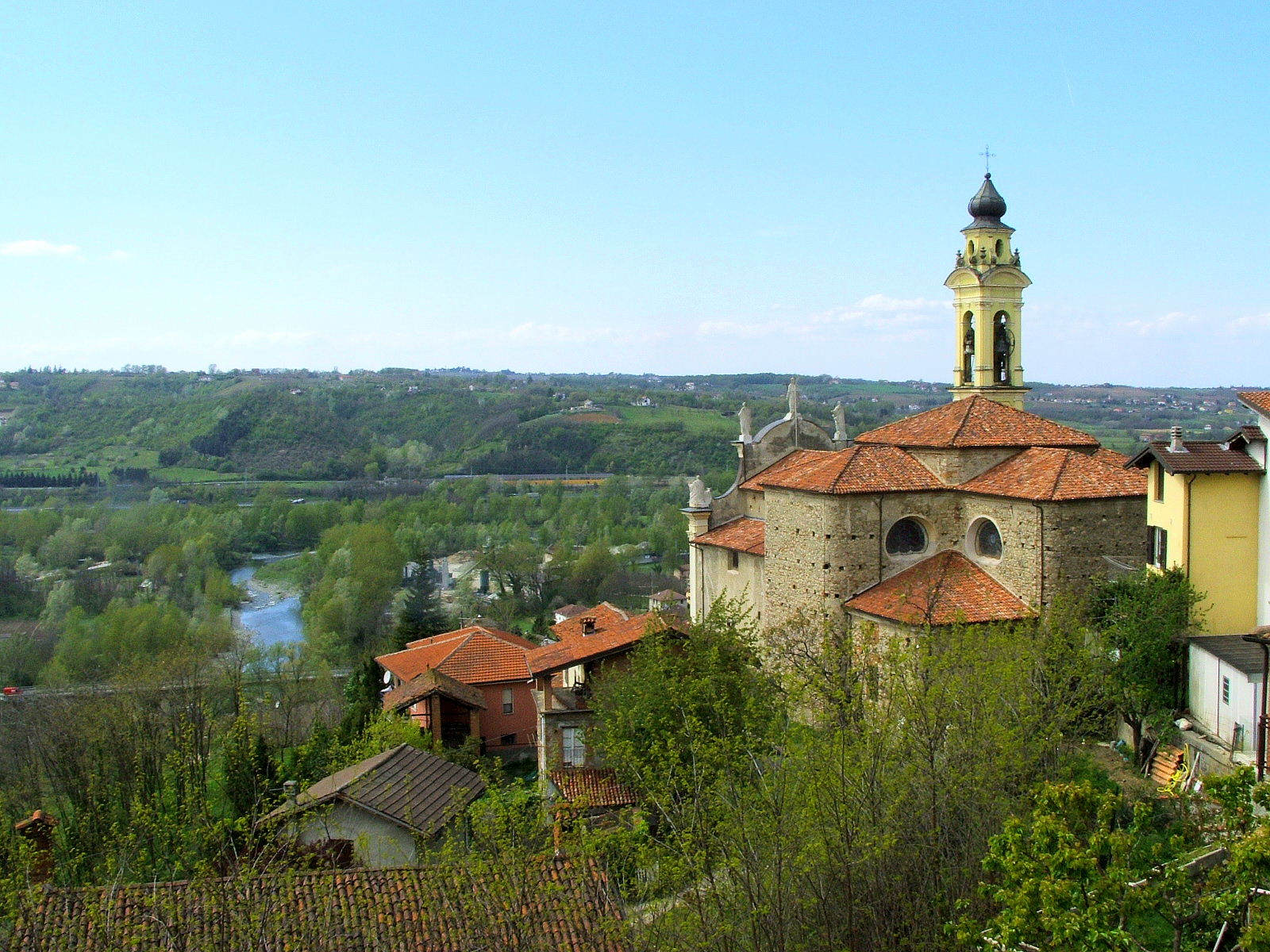
Die Kirche San Pietro

Der Ortsname der Siedlung ist ab 1198 durch die Formen SILVANUS und SELVANUS belegt, deren Bedeutung „vom Wald“ oder „Wald“ wäre. Sein Ursprung muss im Sitz eines jener „Sylvani“ gesehen werden, die die Aufgabe hatten, das Territorium zu überwachen und die Einmischung von Außenstehenden in die den Pächtern oder Konzessionären des Landes vorbehaltenen Rechte zu verhindern.
Seine Ursprünge reichen bis weit in die Antike zurück, wie Ruinen aus der Römerzeit belegen. Im Mittelalter, genau im Jahr 1182, wurde es von genuesischen Truppen unter der Führung von Guglielmo Muzio mit Hilfe der Alexandriner angegriffen. Ungefähr siebzig Jahre später kam es in seinem Land zu einem schweren Zusammenstoß zwischen Alessandria und den Markgrafen von Bosco, an dem auch die Soldaten von Castelletto d'Orba und Parodi teilnahmen.
Im Jahr 1220 gewährte der Podestà von Genua, Andalone, dem Marquis del Bosco Ottone die Belehnung des örtlichen Herrenhauses zusammen mit denen von Ovada, Trisobbio, Campale, Campo, Rossiglione, Masone, Tagliolo und Cremolino sowie den genuesischen Gebieten das Val d'Orba. 1368 wurde die Burg als Lehen an die Familie Zucca vergeben und 1446 ging die Belehnung an den Genueser Raffaele Adorno über. Anschließend wurde die lokale Regierung der Mailänder Familie Botta anvertraut. Einer ihrer Vertreter ließ den Bürgermeister von Ovada wegen eines ungünstigen Grenzurteils gegen Silvano töten.
Zu Beginn des 18. Jahrhunderts regierte dort der Herzog von Savoyen und später wurde es von mehreren Kriegen heimgesucht, zuerst vom Österreichischen Erbfolgekrieg, dann von den Napoleonischen Kriegen. 1814 kehrte er nach Savoyen zurück.

## Sehenswürdigkeiten
- Das Schloss Ardono, das gegen Ende des 15. Jahrhunderts auf den Ruinen der alten Festung aus dem 12. Jahrhundert erbaut wurde. Es ist zweifellos das am meisten bewunderte Herrenhaus im Monferrato und wurde von der Familie Adorno als Wohnsitz genutzt.
- Die Pfarrkirche San Sebastiano aus der zweiten Hälfte des 19. Jahrhunderts.
- Die Kirche San Pietro Apostolo, neben der Burg, wurde im 15. Jahrhundert zur Pfarrkirche. Im 17. Jahrhundert umgebaut. Die Fresken sind das Werk von Pietro Ivaldi, genannt  il Muto, einem 1810 in Toleto, einem Weiler der Gemeinde Ponzone, geborenen Künstler.[3]
- Die Kirche der Madonna della Neve.
- Die Wallfahrtskirche San Pancrazio.

## Kulinarische Spezialitäten
In Silvano d’Orba werden Reben des Dolcetto für den Dolcetto d’Ovada, einen Rotwein mit DOC Status angebaut. Die Beeren der Rebsorten Spätburgunder und/oder Chardonnay dürfen zum Schaumwein Alta Langa verarbeitet werden. Barbera wird zur Erzeugung des Barbera del Monferrato angebaut.

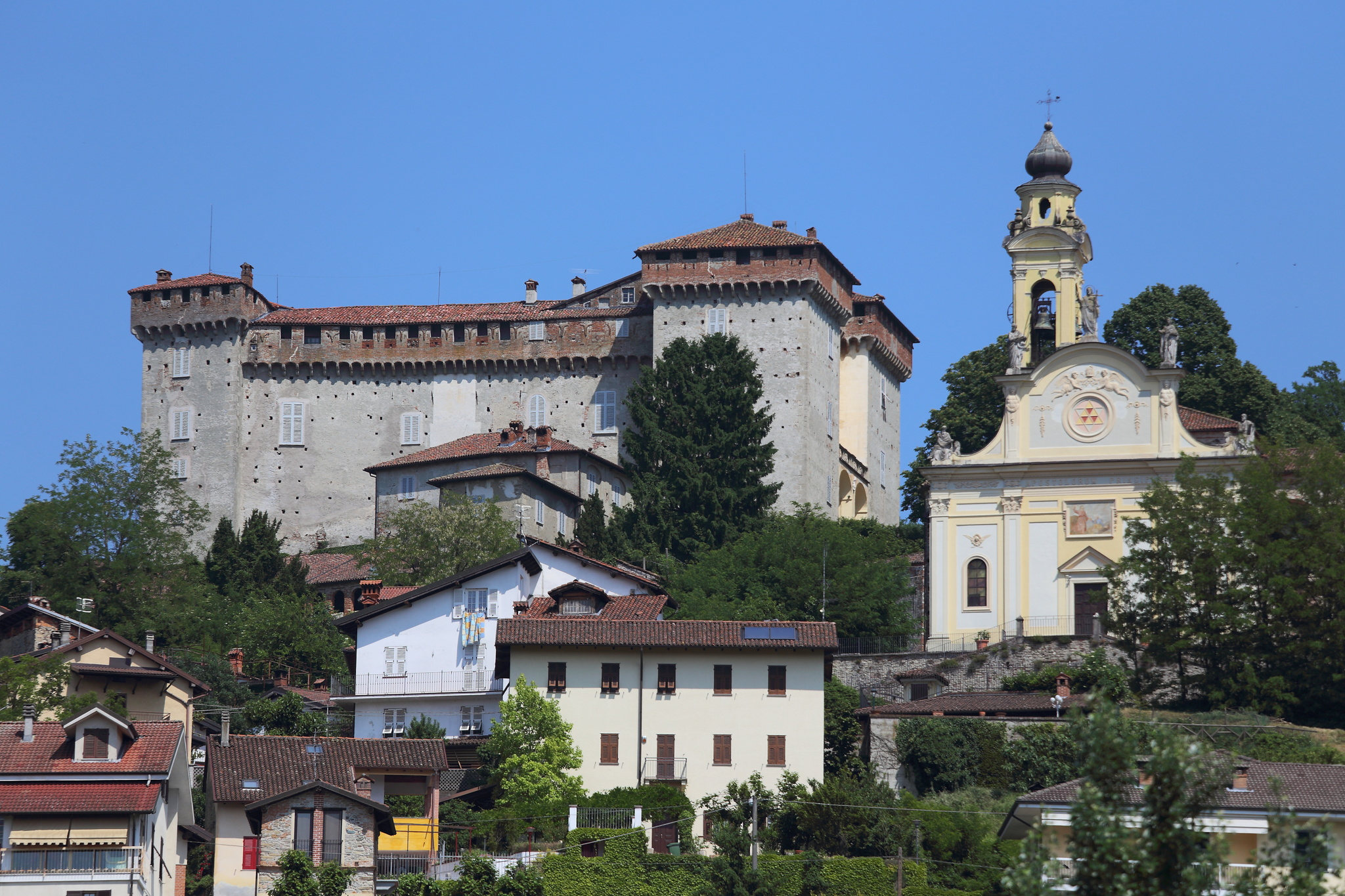
Die Burg Adorno